# Зроблено в раю
Зроблено в раю (англ. Made in Heaven) — фільм режисера Алана Рудольфа (США, 1987 рік) з Тімоті Хаттоном і Келлі Макгілліс в головних ролях. Одну з ролей другого плану — «чоловічого» ангела, який постійно курить — зіграла Дебра Вінгер. Вперше на DVD фільм вийшов у 2009 році (спочатку — на VHS).

## Сюжет
«Зроблено на небесах» — це романтичний фільм-казка про дві душі, які вперше зустрілись на Небесах і планують зустрітись в наступному земному житті.

## У ролях
| Актор           | Роль                                      |
| --------------- | ----------------------------------------- |
| Тімоті Хаттон   | Майк Ші / Елмо Барнетт                    |
| Келлі Макгілліс | Анні Пакерт / Еллі Чандлер                |
| Морін Степлтон  | Тітка Ліза                                |
| Енн Веджуорт    | Аннет Ші                                  |
| Джеймс Геммон   | Стів Ші                                   |
| Мер Віннінгем   | Бренда Карлуччі                           |
| Дон Мюррей      | Бен Чандлер                               |
| Тімоті Дейлі    | Том Доннелі                               |
| Девід Раш       | Дональд Саммер                            |
| Аманда Пламмер  | Вілі Фокс                                 |
| Роберт Неппер   | Оррін                                     |
| Джеймс Толкан   | містер Бьорнстед                          |
| Том Петті       | Стенкі (в титрах не зазначений)           |
| Ніл Янг         | водій вантажівки (в титрах не зазначений) |
| Еллен Баркін    | Люсіль (в титрах не зазначена)            |
| Дебра Вінгер    | Емметт Хумберд (в титрах не зазначена)    |

## Нагороди
Фільм брав участь в конкурсній програмі Венеційського кінофестивалю 1987 року і номінувався на Золотого Лева. Келлі Макгілліс отримала премію «Golden Ciak» як найкраща акторка.